# بری شاباکا هنلی
بری شاباکا هنلی (انگلیسی: Barry Shabaka Henley؛ زادهٔ ۱۵ سپتامبر ۱۹۵۴) بازیگر اهل ایالات متحده آمریکا است که بابت همکاری با مایکل مان شناخته می‌شود.

## گزیده فیلمشناسی
از فیلم‌ها یا برنامه‌های تلویزیونی که وی در آن نقش داشته است می‌توان به آثار زیر اشاره کرد.
- شیطان در لباس آبی (۱۹۹۵)
- پیشاهنگ (۱۹۹۵)
- پچ آدامز (۱۹۹۸)
- بول‌ورث (۱۹۹۸)
- ساعت شلوغی (۱۹۹۸)
- زندگی (۱۹۹۹)
- علی (۲۰۰۱)
- ترمینال (۲۰۰۴)
- وثیقه (۲۰۰۴)
- چهار برادر (۲۰۰۵)
- میامی وایس (۲۰۰۶)
- وضعیت فعلی (۲۰۰۹)
- خیابان‌های خون (۲۰۰۹)
- سرزمین خشک (۲۰۱۰)
- بیگ یر (۲۰۱۱)
- کری (۲۰۱۳)
- پترسون (فیلم) (۲۰۱۶)
- فلش فوروارد
- خانواده‌های دیوانه (۲۰۱۷)
- فایو-او (بهتره با سول تماس بگیری) (۲۰۱۵ بازیگر میهمان)
- پسر چوپان آلپاین (بهتره با سول تماس بگیری) (۲۰۱۵ بازیگر میهمان)